# Старцево (Болгария)
Старцево (болг. Старцево) — село в Болгарии. Находится в Смолянской области, входит в общину Златоград. Население составляет 2 324 человека.

## Политическая ситуация
В местном кметстве Старцево, в состав которого входит Старцево, должность кмета (старосты) исполняет Райчо Митков Кюлевчиев (независимый) по результатам выборов правления кметства.
Кмет (мэр) общины Златоград — Мирослав Митков Янчев (Граждане за европейское развитие Болгарии (ГЕРБ)) по результатам выборов 2007 и 2011 годов в правление общины.